# Ключи (Сосновский район)
Ключи — деревня в Сосновском районе Челябинской области. Входит в состав Краснопольского сельского поселения. 

## Население
| 2002 | 2010 |
| ---- | ---- |
| 171  | ↘162 |

В 1995 году было 164 человека населения, в 2002 году — 171 человек, на 1 января 2007 года численность составляла 148 человек. .

## История и географические сведения
Деревня основана в 1925 году как выселок Харлушевский у истока реки Ключи (правый приток Зюзелги), расстояние до районного центра села Долгодеревенского 24 километра, высота центра над уровнем моря 254 м.

## Уличная сеть
На 2017 год, в Ключах числилось 18 улиц.